# 豐盛居

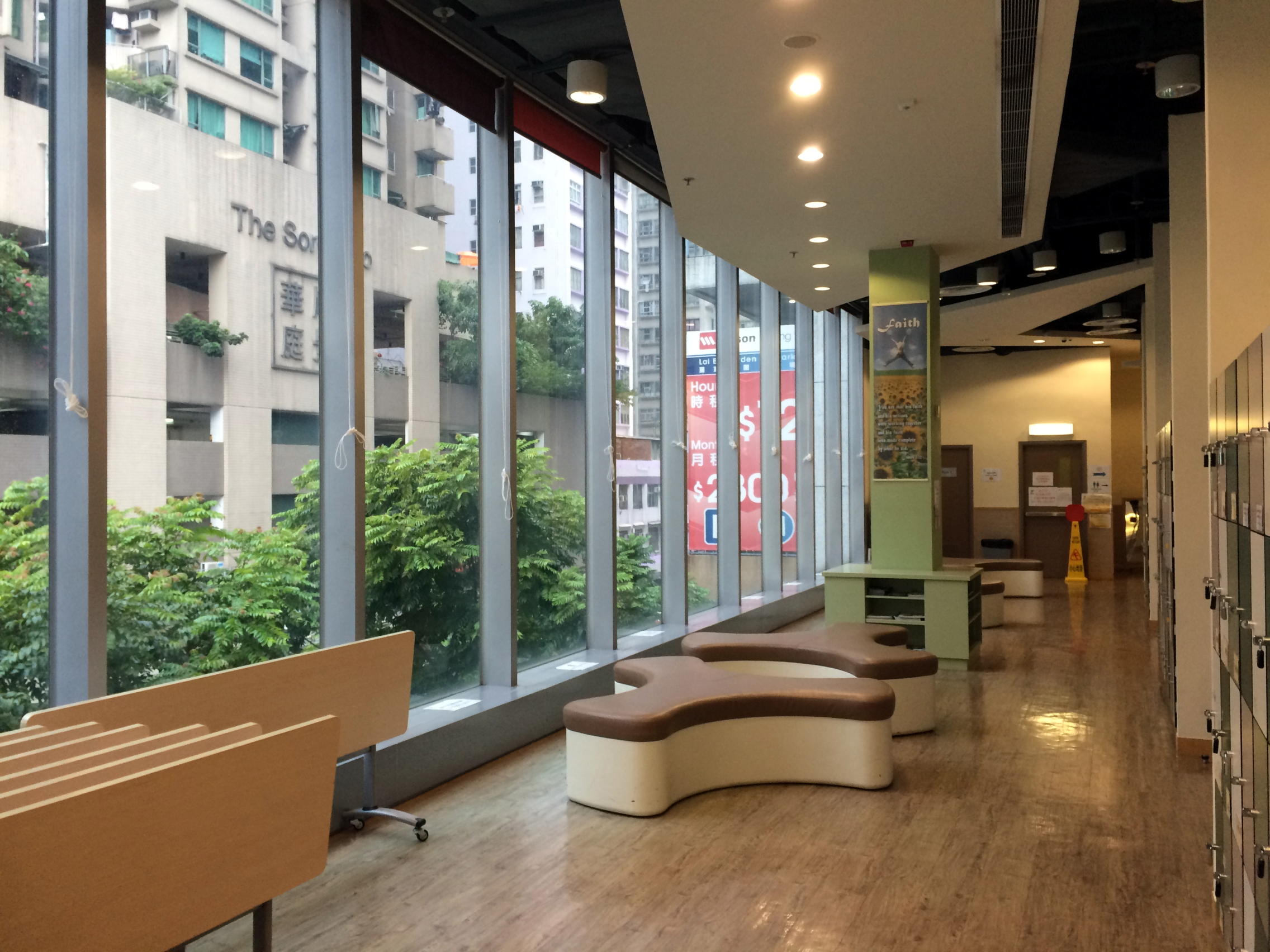
豐盛居基座商場，於2010年改建成港青西九龍耀信發展學習中心

豐盛居（英語：Beacon Lodge），為一位於香港九龍長沙灣的單幢住宅，物業樓高共42層，由新鴻基地產及市區重建局發展，為市區重建局第二個市區重建計劃項目，由新鴻基地產旗下的康業服務管理，於2008年8月入伙。

## 歷史
豐盛居前身為14幢建於1960年代的唐樓，地盤面積約15,000平方呎，於2002年，市區重建局宣佈以4.65億港元收購全部72個業權，共260個家庭，部份家庭遷入深水埗富昌邨。
2004年，市區重建局進行招標，超過十三家財團入標，最後由新鴻基地產奪得項目的地皮發展權，投資額達六億元興建為商住項目，即「豐盛居」。

## 簡介
物業設有6層基座及36層住宅樓層（不設4、14、24、34及44樓），其中低層地下至一樓為商業用途；二樓至三樓則為停車場，共有39個車位；五樓為會所，其設施包括室外游泳池、健身室、宴會廳等。而六樓以上為住宅，共166個單位，一梯為一、四及五伙，單位由約600至2,000呎不等，部份高層單位可望維多利亞港及畢架山。另外，26樓為空中花園及隔火層。

## 商業用途
基座低層地下至一樓於興建時原先規劃為商場，商場面積約22,000平方呎，並命名為「豐盛居商場」，但一直空置。到2009年，香港基督教青年會以1.2億港元購入共三層的商場樓面及7個停車位，為香港少數售賣整個商場予社區團體的項目。香港基督教青年會購入項目後，於2010年2月收樓，以2,000至3,000萬元將原有的商場改建成「西九龍耀信發展學習中心」，提供國際幼稚園、高級文憑、海外大學學位課程、僱員再培訓課程及長者持續進修課程等。

## 附近物業
- 麗寶花園
- 順景華庭
- 永寧大廈
- 蘇屋邨
- 寶麗苑
- 李鄭屋邨

## 外部連結
- 豐盛居 官方網頁（页面存档备份，存于）

22°20′24″N 114°09′20″E / 22.3401°N 114.1556°E